# Tumore bruno
Il tumore bruno è una lesione dell'osso che può insorgere quando l'attività degli osteoclasti aumenta eccessivamente, come ad esempio in corso di iperparatiroidismo. A dispetto del nome, non si tratta di un vero tumore, anche se può essere scambiato per tale. I tumori bruni hanno aspetto radiotrasparente ai raggi x.

## Patogenesi

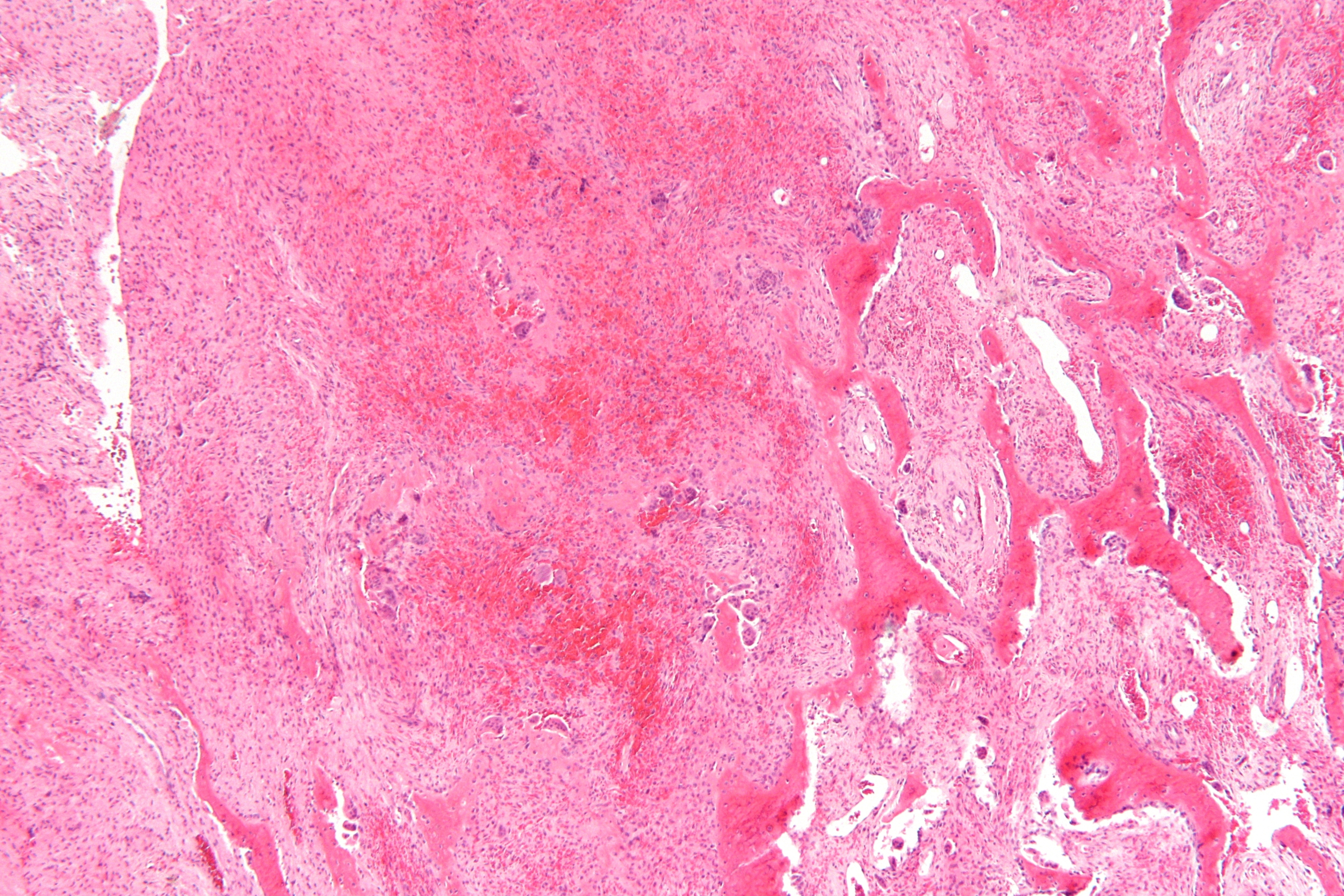
Sezione al microscopio ottico che mostra un tumore bruno (a sinistra nell'immagine, colorazione ematossilina-eosina).

I tumori bruni sono costituiti da tessuto connettivo fibroso, osso spugnoso e vasi sanguigni, ma sono privi di matrice ossea. Gli osteoclasti consumano l'osso trabecolato composto dagli osteoblasti e si genera così una zona di deposizione di nuovo osso seguita da ulteriore riassorbimento, che può espandersi oltre il margine dell'osso preesistente coinvolgendo il periostio e provocando dolore. La caratteristica colorazione brunastra deriva dalla deposizione di emosiderina nelle cisti lasciate dal processo di osteolisi. I depositi di emosiderina non sono un reperto esclusivo dei tumori bruni: è possibile trovarli anche nei tumori a cellule giganti dell'osso.